# Jacob van Zuylen van Nijevelt
Jacob van Zuylen van Nijevelt (ur. 29 czerwca 1816, zm. 4 listopada 1890) – polityk i dyplomata holenderski. Jego kuzynem był również polityk i dyplomata Julius van Zuylen van Nijevelt.
Od 1849 poseł holenderskich Stanów Generalnych.
W latach 1852–1853 MSZ, popierał go ówczesny premier Johan Rudolph Thorbecke. W 1861 prezes rady ministrów i znów MSZ. Później poseł holenderski w Paryżu.